# José María Zuviría
José María Zuviría (Salta, 1830-Buenos Aires, 9 de noviembre de 1891) fue un abogado y político argentino. Fue diputado por la provincia de Catamarca en la primera legislatura del Congreso de la Confederación Argentina en 1854.

## Biografía
Nació en la ciudad de Salta en 1830, siendo el quinto hijo de Facundo Zuviría e Isabel Lezama. Creció en La Paz (Bolivia), donde residió con su familia tras el exilio de su padre. Comenzó sus estudios de derecho en la Universidad Mayor de San Andrés, culminándolos en la Universidad de Buenos Aires, graduado de doctor en jurisprudencia.
Fue oficial mayor del Ministerio de Hacienda y secretario del Congreso Constituyente de Santa Fe de 1853.
En 1854, fue elegido diputado a la primera legislatura del Congreso de la Confederación Argentina en Paraná por la provincia de Catamarca, desempeñando el cargo hasta 1856. En 1858, fue diputado suplente por la provincia de Santiago del Estero.
Luego se desempeñó como secretario de la legación argentina ante la Santa Sede y como director del Banco Nacional (predecesor del Banco de la Nación Argentina). En 1862, fue ministro de Gobierno de la provincia de Santa Fe, en la gobernación de Patricio Cullen. Fue juez federal en Rosario (Santa Fe) desde 1863 hasta 1873, cuando se radicó en la ciudad de Buenos Aires. Allí fue procurador municipal en 1875.
Estuvo casado con Clara García de Zúñiga, hija del político y estanciero Mateo García de Zúñiga.
Falleció en Buenos Aires en 1891.

## Obras
- Estudios sobre la Historia Argentina contemporánea (1881)[3]
- Los Constituyentes de 1853 (1881)[3]
- Religión de Religiones y sistemas religiosos (1883)[3]